# Seznam nosilcev spominskega znaka Zavarovanje minskih polj
Seznam nosilcev spominskega znaka Zavarovanje minskih polj.

## Seznam
(datum podelitve - ime)
- 28. junij 1999 - Anton Ajster - Ivan Albreht - Franc Baznik - Ernest Breznikar - Anton Čančer - Vinko Čančer - Vili Logar - Mišo Matijević - Karel Mladkovič - Mirko Ognjenović - Mihael Ogorevc - Zlatko Pirš - Boris Prah - Vlado Pucko - Željko Srečković - Mitja Teropšič - Jože Turđič - Roman Volčanjk - Marjan Zaplatar - Stanislav Zlobko - Marko Zorič